# C4H6Br2
化学式C4H6Br2（摩尔质量：213.9 g/mol）可能指以下化合物：
- 1,1-二溴-1-丁烯，CAS号：73383-24-1
- 1,4-二溴丁-2-烯，混合CAS号：6974-12-5 ，E异构体CAS号：821-06-7 ，Z异构体CAS号：18866-73-4

|  | 这个同类索引页列出了具有相同分子式的化学物（即同分異構體）条目。 除非您是有意链接至本页，否则应将相应条目的内部链接指向正确的条目。 |